# باباجاني شاهمراد (مقاطعة دالاهو)
باباجاني شاهمراد (بالفارسية: باباجانی شاهمراد) هي قرية تقع في قسم بان‌زرده الريفي (مقاطعة دالاهو) في إيران. يقدر عدد سكانها بـ 225 نسمة .